# Forrest City
Forrest City es la ciudad más grande y la sede del Condado de St. Francis, Arkansas, Estados Unidos. La ciudad fue nombrada en honor a Nathan Bedford Forrest, quien construyó un campamento en el área donde ahora se encuentra la ciudad para los trabajadores que construían el ferrocarril entre Little Rock y Memphis. Para el censo de 2000, la población era de 14.774, pero de acuerdo con estimados de 2005 de la Oficina del Censo de los Estados Unidos, la población de Forrest City era de 14.078.

## Geografía
Forrest City se localiza a 35°0′36″N 90°47′19″O / 35.01000, -90.78861. Según la Oficina del Censo de los Estados Unidos, la ciudad tiene un área de 42,2 km², de los cuales 42,1 km² corresponde a tierra y 0,1 km² a agua (0,37%).
La ciudad se localiza en el Crowley's Ridge, una elevación sobre el delta del Misisipi. Esta elevación mide cerca de 5 kilómetros y se encuentra a aproximadamente 90 metros sobre el nivel del mar. Varias especies de árboles que no existen en el resto de Arkansas se pueden encontrar en esta área, incluyendo fagus, nogal blanco, arce sacarino y árbol de los pepinos.

## Demografía
Para el censo de 2000, había 14.774 personas, 4.581 hogares y 3.165 familias en la ciudad. La densidad de población era 350,1 hab/km². Había 5.164 viviendas para una densidad promedio de 122,6 por kilómetro cuadrado. De la población 35,52% eran blancos, 60,93% afroamericanos, 0,19% amerindios, 0,74% asiáticos, 0,30% de otras razas y 2,31% de dos o más razas. 8,26% de la población eran hispanos o latinos de cualquier raza.
Se contaron 4.581 hogares, de los cuales 37,5% tenían niños menores de 18 años, 37,2% eran parejas casadas viviendo juntos, 28,0% tenían una mujer como cabeza del hogar sin marido presente y 30,9% eran hogares no familiares. 27,9% de los hogares eran un solo miembro y 11,9% tenían alguien mayor de 65 años viviendo solo. La cantidad de miembros promedio por hogar era de 2,65 y el tamaño promedio de familia era de 3,23.
En la ciudad la población está distribuida en 27,5% menores de 18 años, 10,5% entre 18 y 24, 32,3% entre 25 y 44, 18,5% entre 45 y 64 y 11,1% tenían 65 o más años. La edad media fue 32 años. Por cada 100 mujeres había 116,1 varones. Por cada 100 mujeres mayores de 18 años había 121,6 varones.
El ingreso medio para un hogar en la ciudad fue de $23.111 y el ingreso medio para una familia $27.432. Los hombres tuvieron un ingreso promedio de $29.313 contra $21.295 de las mujeres. El ingreso per cápita de la ciudad fue de $11.716. Cerca de 29,0% de las familias y 33,4% de la población estaban por debajo de la línea de pobreza, 45,9% de los cuales eran menores de 18 años y 22,3% mayores de 65.

## Historia
El 13 de octubre de 1827, el condado de St. Francis, localizado al este de Arkansas, fue organizado oficialmente por la Legislatura Territorial de Arkansas en Little Rock. Nathan Bedford Forrest, un general confederado, se interesó en el área alrededor del Crowley's Ridge durante la guerra civil estadounidense. Después de la guerra, Forrest contrató compañías del ferrocarril en Memphis y Little Rock para pasar sobre la elevación y comunicar las dos ciudades a través del tren. Los primeros trenes pasaron por el área en 1868.
Posteriormente, el general Forrest construyó un comisariato en Front Street. El coronel V.B. Izard inició la tarea de diseñar el pueblo al mismo tiempo. La mayoría de los residentes llamaban el área "Forrest's Town" (Pueblo de Forrest), que más tarde se convertiría en Forrest City (Ciudad Forrest). La ciudad fue incorporada el 11 de mayo de 1870. Aunque la sede del condado fue inicialmente el pueblo de Franklin, la sede se movió permanentemente a Forrest City en 1874.

## Residentes y nativos notables
- Al Green, cantante y compositor
- Don Kessinger, jugador retirado de béisbol
- Cal Slayton, diseñador y creador de historietas
- Dennis Winston, jugador retirado de fútbol americano